# Alfons de Bragança
Alfons de Bragança i Castro, també conegut com a Alfonso de Portugal (Portugal, 1441 – Sevilla, 1483) va ser un noble d'origen portuguès titulat comte de Faro, de Odemira i d'Aveiro.
Fill de Fernando I de Bragança, II duc de Bragança, marquès de Vila Viçosa, comte de Arraiolos, de Barcelos, de Guimarãés i de Ourém, i de la seva dona Juana de Castro i Encunya, senyora de Cadaval i Peral.
Va ser creat primer comte de Faro per Alfonso V de Portugal el 22 de maig de 1469, sent segon comte de Odemira i de Aviero, senyor de Gouveia, Eixo, Oies, Paos i Vilarinho, avançat major del Regne d'Algarve i de la província d'Entre Tajo i Guadiana i frontero de les seves terres, alcalde major d'Elvas i Estremoz.
Va abandonar Portugal i es va traslladar al Regne de Castella, establint-se a Sevilla, on va mantenir una estreta relació amb la família de Cristóbal Colón, i on va morir en 1483, sent enterrat en el convent de Santa Paula de la mateixa ciutat.

## Matrimoni i descendència
Va contreure matrimoni en 1460 amb María de Noroña i Sousa, II comtessa de Odemira, cinquena senyora de Mortágua, de Aviero i de Vimeiro, filla de Sancho de Noroña, primer comte de Odemira, i de Mencía de Sousa, senyora de Mortágua. Van ser pares de:
1. Sancho de Portugal (c. 1466 - 1521), II comte de Faro i III de Odemira, VI senyor de Mortágua i alcalde major de Estremoz.
2. Francisco de Portugal, casat amb Leonor Manuel de Villena, filla de Diego Manuel de Villena, II senyor de Cheles, i de Major de Silva; amb successió.
3. Fernando de Portugal, III senyor de Vimieiro.
4. Fadrique de Portugal (c. 1465 - 1539), bisbe de Calahorra, de Segòvia, de Sigüenza i arquebisbe de Saragossa; Virrey de Catalunya i conseller de Fernando el Catòlic i de Carlos I d'Espanya.
5. Antonio de Portugal, clergue.
6. Guiomar de Portugal (1468 – 1 d'agost de 1516), casada amb Enrique d'Aragó i Pimentel, conegut com l'infant Fortuna, primer duc de Sogorb i fill d'Enrique d'Aragó i, per tant, net de Fernando I d'Aragó.
7. Catalina de Portugal, religiosa.
8. Mencía Manuel de Portugal, esposa de Juan de la Truja i Bique, II duc de Medinaceli, II comte del Port de Santa María, senyor de Cogolludo, Deza, Enciso, Luzón i Cigüela i de la Terra dels Alabastres.